# اس‌اس ایلینوی (۱۸۷۳)
اس‌اس ایلی‌نوی (۱۸۷۳) (به انگلیسی: SS Illinois (1873)) یک کشتی بود که طول آن ۳۴۳ فوت (۱۰۵ متر) بود. این کشتی در سال ۱۸۷۳ ساخته شد.